# Brąchnówko (cmentarzysko)
Brąchnówko (cmentarzysko) – cmentarzysko kultury łużyckiej i grobów kloszowych z okresu halsztackiego, zlokalizowane w miejscu osady z okresu kultury pucharów lejkowatych, znajdujące się w miejscowości Brąchnówko w województwie kujawsko-pomorskim, w powiecie toruńskim, w gminie Chełmża. Penetracja archeologiczna stanowisk znajdujących się na cmentarzysku rozpoczęła się już w XIX wieku.
Znalezione na cmentarzysku artefakty z epoki neolitu znajdują się w zbiorach Muzeum Okręgowego w Toruniu.

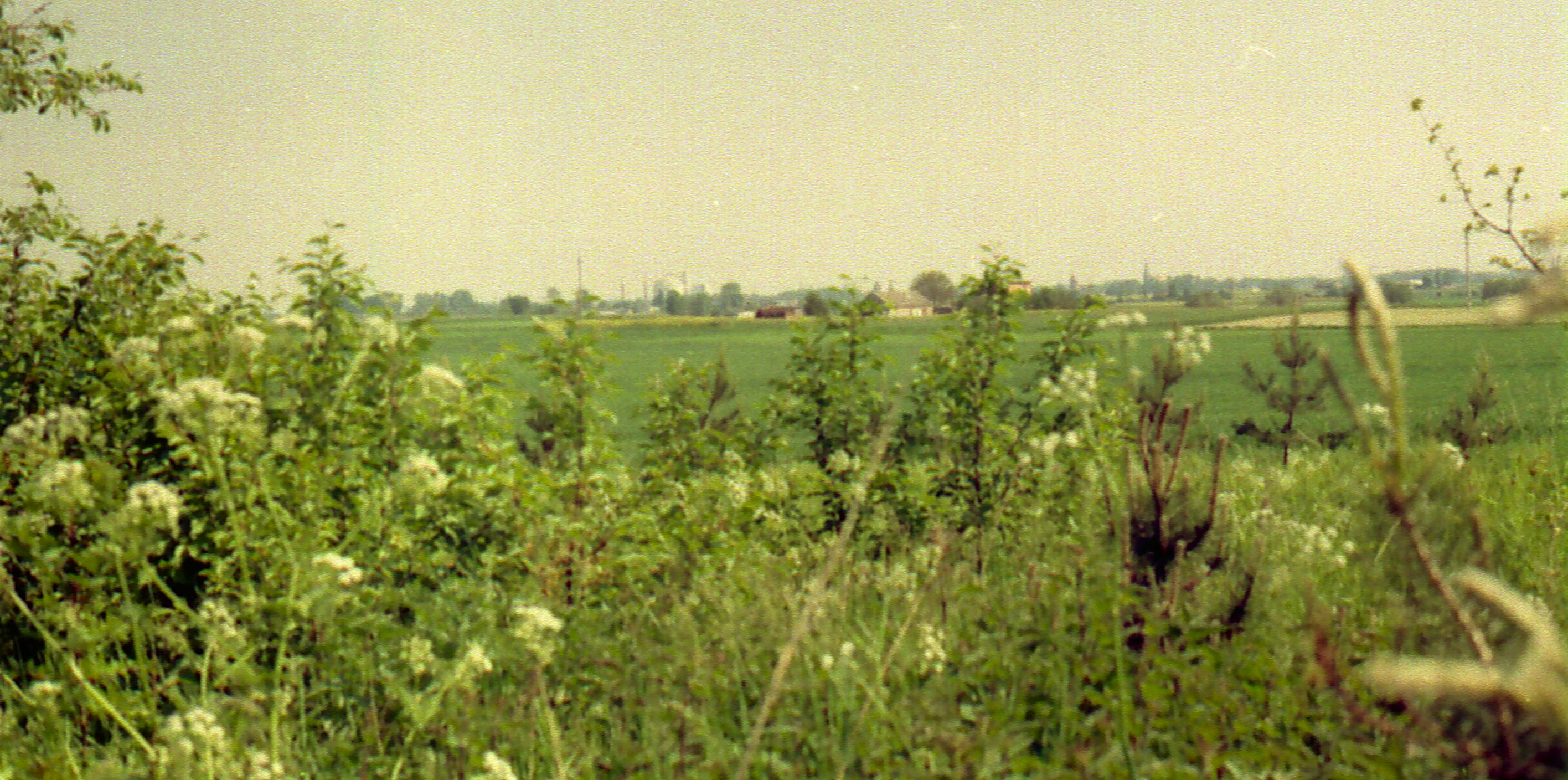
Brąchnówko- zdjęcie wykonane z miejsca, gdzie niegdyś było cmentarzysko

## Literatura
- A. Lissauer, 78 Die Hallstaetter Epoche, 12. Bruchnowko, Kr. Thorn. Die prähistorischen Denkmälern, 1888, s. 78
- Władysław Łęga, Ziemia Chełmińska na przełomie epoki brązu i żelaza, Brąchnówko, str. 238, 1960
- G. Ossowski, Mapa 1881, Brąchnówko I, II, Kraków
- G. Ossowski, Prusy Królewskie z. 4, 1888, 3. Brąchnówko, Kraków, s.129
- G. Ossowski, Prusy Królewskie z. 3, 1885, 3. Brąchnówko, Kraków,